# شهرستان پلیموث (آیووا)
شهرستان پلیموث، آیووا (به انگلیسی: Plymouth County, Iowa) شهرستانی در ایالات متحده آمریکا است که در آیووا واقع شده‌است.

## خصوصیات
شهرستان پلیموث ۲٬۲۳۷٫۷۶ کیلومترمربع مساحت دارد.